# 10037 Raypickard
A 10037 Raypickard (ideiglenes jelöléssel (10037) 1984 BQ) a Naprendszer kisbolygóövében található aszteroida. Antonín Mrkos fedezte fel 1984. január 26-án.

## Kapcsolódó szócikk
- Kisbolygók listája (10001–10500)